# 24 Ore di Le Mans 1966

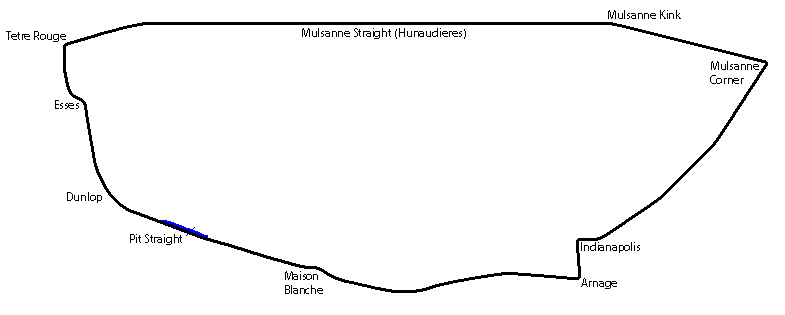
Il circuito

La 24 Ore di Le Mans 1966 è stata la 34ª maratona automobilistica che ha avuto luogo tra il 18 e il 19 giugno 1966 sul Circuit de la Sarthe di Le Mans, in Francia. È stata anche la settima gara del Campionato Mondiale Sportprototipi di quell'anno.
La gara è stata vinta dalla Ford GT40 Mk II numero 2 con alla guida Bruce McLaren e Chris Amon ed è stata la prima vittoria assoluta di un costruttore statunitense sul circuito. 
Era stato però Ken Miles a condurre la gara fino alla fine, quando la scuderia decise di organizzare un arrivo in parata e non gli venne concessa la vittoria a causa del regolamento della competizione, che premiava chi percorreva più chilometri nelle 24 ore: McLaren, essendo partito qualche posizione dietro Miles, aveva quel minimo di vantaggio (20 metri) che gli garantì la vittoria.
In questa gara debuttarono Henri Pescarolo, che ha poi stabilito il record di maggiori partenze a Le Mans, e Jacky Ickx, il cui record di sei vittorie a Le Mans è rimasto imbattuto fino al 2005, quando è stato infranto da Tom Kristensen.

## Classifica finale

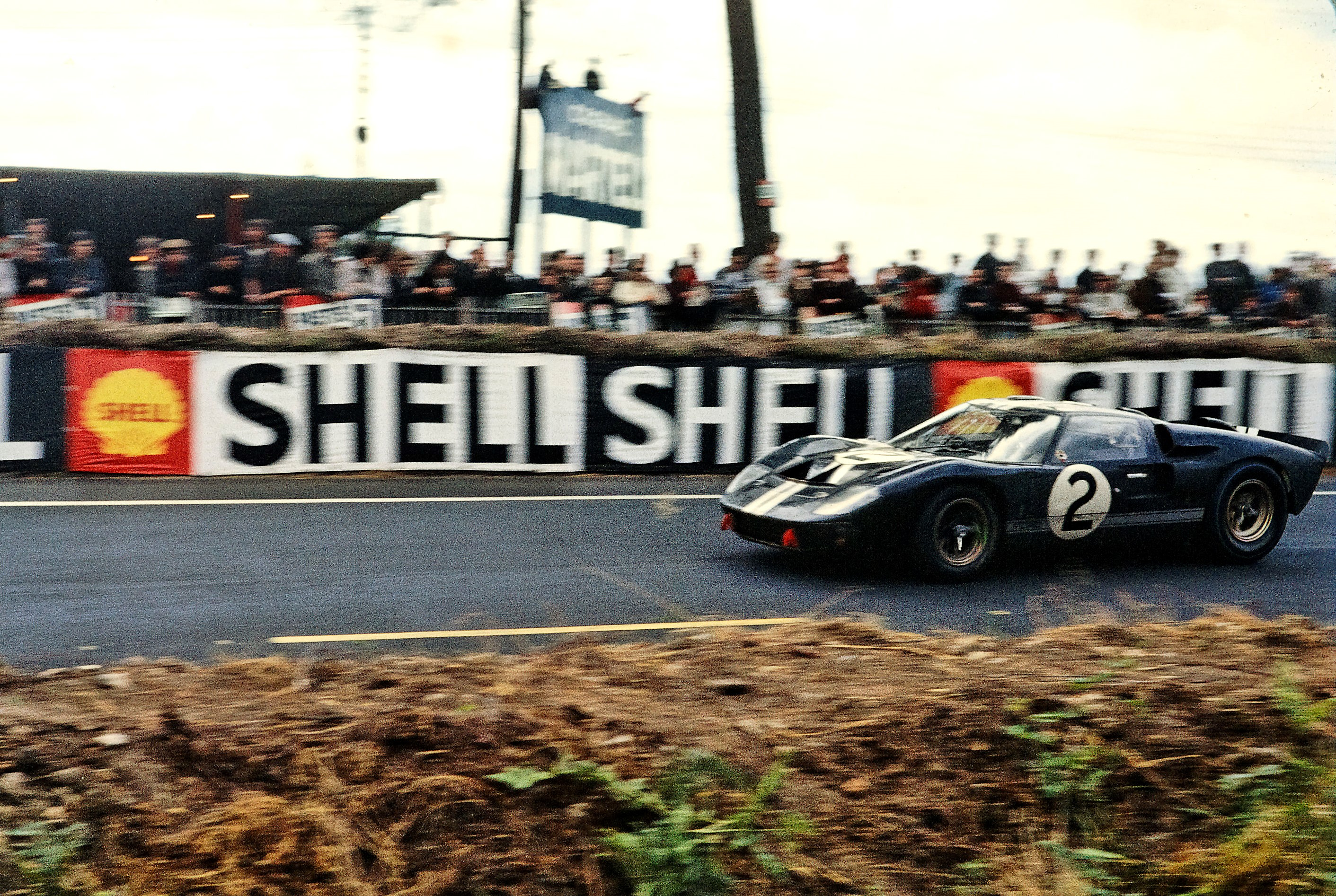
La Ford GT40 Mk II numero 2 vincitrice della 24 Ore di Le Mans

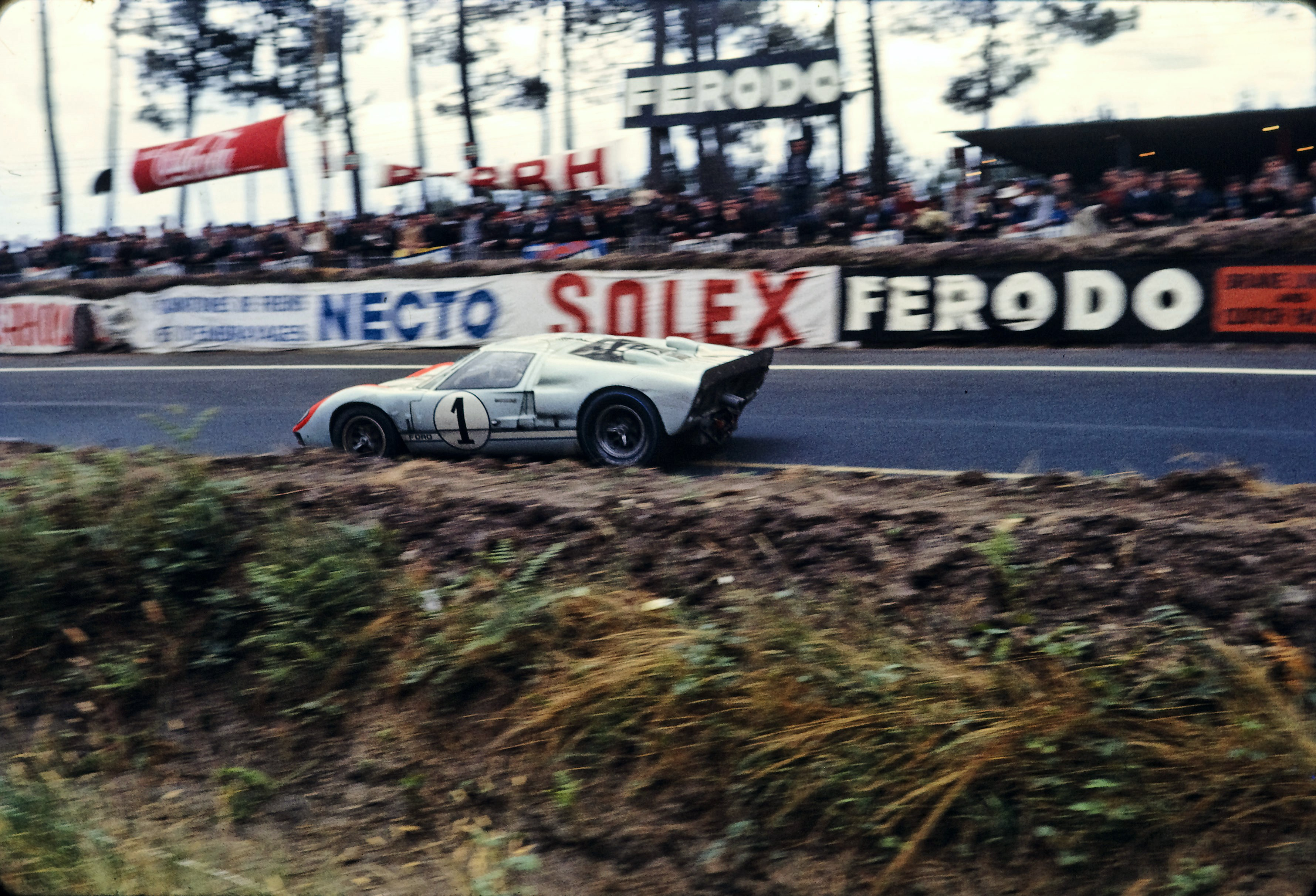
La Ford GT40 Mk II numero 1 seconda classificata

I vincitori di classe sono in grassetto.
| Pos. | Classe | Nº           | Squadra                    | Piloti                               | Vettura                      | Motore                    | Giri |
| ---- | ------ | ------------ | -------------------------- | ------------------------------------ | ---------------------------- | ------------------------- | ---- |
| 1    | P +5.0 | 2            | Shelby American            | Bruce McLaren Chris Amon             | Ford GT40 Mk.II              | Ford 7.0L V8              | 360  |
| 2    | P +5.0 | 1            | Shelby American            | Ken Miles Denny Hulme                | Ford GT40 Mk.II              | Ford 7.0L V8              | 360  |
| 3    | P +5.0 | 5            | Holman & Moody             | Ronnie Bucknum Dick Hutcherson       | Ford GT40 Mk.II              | Ford 7.0L V8              | 348  |
| 4    | P 2.0  | 30           | Porsche System Engineering | Jo Siffert Colin Davis               | Porsche 906/6 LH             | Porsche 1991cc F6         | 339  |
| 5    | P 2.0  | 31           | Porsche System Engineering | Hans Herrmann Herbert Linge          | Porsche 906/6 LH             | Porsche 1991cc F6         | 338  |
| 6    | P 2.0  | 32           | Porsche System Engineering | Udo Schütz Peter de Klerk            | Porsche 906/6 LH             | Porsche 1991cc F6         | 337  |
| 7    | S 2.0  | 58 (riserva) | Porsche System Engineering | Günter Klass Rolf Stommelen          | Porsche 906/6 Carrera 6      | Porsche 1991cc F6         | 330  |
| 8    | GT 5.0 | 29           | Maranello Concessionaires  | Piers Courage Roy Pike               | Ferrari 275 GTB Competizione | Ferrari 3.3L V12          | 313  |
| 9    | P 1.3  | 62 (riserva) | Société Automobiles Alpine | Henri Grandsire Leo Cella            | Alpine A210                  | Renault-Gordini 1296cc S4 | 311  |
| 10   | GT 5.0 | 57 (riserva) | Ecurie Francorchamps       | Pierre Noblet Claude Dubois          | Ferrari 275 GTB Competizione | Ferrari 3.3L V12          | 310  |
| 11   | P 1.3  | 44           | Ecurie Savin-Calberson     | Roger Delageneste Jacques Cheinisse  | Alpine A210                  | Renault-Gordini 1296cc S4 | 307  |
| 12   | P 1.3  | 45           | Société Automobiles Alpine | Robert Bouharde Guy Verrier          | Alpine A210                  | Renault-Gordini 1296cc S4 | 307  |
| 13   | P 1.3  | 46           | Société Automobiles Alpine | Mauro Bianchi Jean Vinatier          | Alpine A210                  | Renault-Gordini 1296cc S4 | 306  |
| 14   | GT 2.0 | 35           | J. Franc (privato)         | “Franc” (Jacques Dewes) Jean Kerguen | Porsche 911S                 | Porsche 1991cc F6         | 284  |
| 15   | P 1.3  | 50           | J-L Marnat & Cie (privato) | Jean-Louis Marnat Claude Ballot-Léna | Mini Marcos GT 2+2           | BMC 1287cc S4             | 258  |

### Ritirati
| Pos. | Classe | Nº           | Squadra                                       | Piloti                                              | Vettura                       | Motore                    | Giri | Motivo                      |
| ---- | ------ | ------------ | --------------------------------------------- | --------------------------------------------------- | ----------------------------- | ------------------------- | ---- | --------------------------- |
| Rit. | S 2.0  | 33           | Porsche System Engineering                    | Peter Gregg Sten Axelsson                           | Porsche 906/6 Carrera 6       | Porsche 1991cc F6         | 321  | Motore (24hr)               |
| Rit. | P +5.0 | 3            | Shelby American                               | Dan Gurney Jerry Grant                              | Ford GT40 Mk.II               | Ford 7.0L V8              | 257  | Radiatore (18hr)            |
| Rit. | P 1.3  | 49           | Donald Healey Motor Company                   | Paddy Hopkirk Andrew Hedges                         | Austin-Healey Sprite          | BMC 1293cc S4             | 237  | Guarnizione di testa (21hr) |
| Rit. | S 5.0  | 14           | Scuderia Filipinetti                          | Dieter Spoerry Peter Sutcliffe                      | Ford GT40                     | Ford 4.7L V8              | 233  | Incidente (17hr)            |
| Rit. | P 5.0  | 21           | SpA Ferrari SEFAC                             | Lorenzo Bandini Jean Guichet                        | Ferrari 330 P3                | Ferrari 4.0L V12          | 226  | Motore (17hr)               |
| Rit. | S 5.0  | 26           | E. Hugus (privato)                            | Giampiero Biscaldi Principe Michel di Borbone-Parma | Ferrari 275 GTB Competizione  | Ferrari 3.3L V12          | 218  | Frizione (20hr)             |
| Rit. | S 5.0  | 28           | Équipe Nationale Belge                        | Gustave ‘Taf’ Gosselin Eric de Keyn                 | Ferrari 250 LM                | Ferrari 3.3L V12          | 218  | Motore (18hr)               |
| Rit. | P 1.3  | 47           | Société Automobiles Alpine                    | Berndt Jansson Pauli Toivonen                       | Alpine A210                   | Renault 1296cc S4         | 217  | Cambio (21hr)               |
| Rit. | S 5.0  | 59 (riserva) | Essex Wire Corporation                        | Peter Revson Skip Scott                             | Ford GT40                     | Ford 4.7L V8              | 212  | Motore (15hr)               |
| Rit. | S 5.0  | 15           | Ford France S.A.                              | Guy Ligier Bob Grossman                             | Ford GT40                     | Ford 4.7L V8              | 205  | Sistema d'accensione (16hr) |
| Rit. | P 5.0  | 19           | Scuderia Filipinetti                          | Willy Mairesse Herbert Müller                       | Ferrari 365 P2                | Ferrari 4.4L V12          | 166  | Cambio (12hr)               |
| Rit. | S 5.0  | 60 (riserva) | Essex Wire Corporation                        | Jochen Neerpasch Jacky Ickx                         | Ford GT40                     | Ford 4.7L V8              | 154  | Motore (11hr)               |
| Rit. | P 5.0  | 27           | North American Racing Team                    | Richie Ginther Pedro Rodríguez                      | Ferrari 330 P3 Spyder         | Ferrari 4.0L V12          | 151  | Cambio (11hr)               |
| Rit. | P 1.3  | 48           | Donald Healey Motor Company                   | John Rhodes Clive Baker                             | Austin-Healey Sprite Le Mans  | BMC 1293cc S4             | 134  | Frizione (16hr)             |
| Rit. | P 5.0  | 17           | Ecurie Francorchamps                          | “Beurlys” (Jean Blaton) Pierre Dumay                | Ferrari 365 P2                | Ferrari 4.4L V12          | 129  | Motore (14hr)               |
| Rit. | P 5.0  | 20           | SpA Ferrari SEFAC                             | Ludovico Scarfiotti Mike Parkes                     | Ferrari 330 P3                | Ferrari 4.0L V12          | 123  | Incidente (9hr)             |
| Rit. | P 1.15 | 55           | Société Automobiles Alpine                    | André de Cortanze Jean-Pierre Hanrioud              | Alpine A210                   | Renault-Gordini 1005cc S4 | 118  | Pompa dell'acqua (20hr)     |
| Rit. | P 2.0  | 41           | Matra Sport                                   | Johnny Servoz-Gavin Jean-Pierre Beltoise            | Matra MS620                   | BRM 1915cc V8             | 112  | Cambio (13hr)               |
| Rit. | P +5.0 | 9            | Chaparral Cars                                | Phil Hill Jo Bonnier                                | Chaparral 2D                  | Chevrolet 5.4L V8         | 111  | Problema elettrico (8hr)    |
| Rit. | P +5.0 | 7            | Alan Mann Racing                              | Graham Hill Brian Muir                              | Ford GT40 Mk.II               | Ford 7.0L V8              | 110  | Sospensione anteriore (8hr) |
| Rit. | P 2.0  | 34           | Auguste Veuillet                              | Robert Buchet Gerhard 'Gerd' Koch                   | Porsche 906/6 Carrera 6       | Porsche 1991cc F6         | 110  | Incidente (9hr)             |
| Rit. | P 2.0  | 42           | Matra Sport                                   | Jo Schlesser Alan Rees                              | Matra MS620                   | BRM 1915cc V8             | 100  | Incidente (9hr)             |
| Rit. | P +5.0 | 6            | Holman & Moody                                | Mario Andretti Lucien Bianchi                       | Ford GT40 Mk.II               | Ford 7.0L V8              | 97   | Guarnizione di testa (8hr)  |
| Rit. | P 1.15 | 53           | Automobiles CD                                | Georges Heligouin Jean ‘Johnny’ Rives               | CD SP66                       | Peugeot 1130cc S4         | 91   | Incidente (9hr)             |
| Rit. | P 5.0  | 18           | North American Racing Team                    | Masten Gregory Bob Bondurant                        | Ferrari 365 P2                | Ferrari 4.4L V12          | 88   | Trasmissione (9hr)          |
| Rit. | P 1.15 | 51           | Automobiles CD                                | Claude Laurent Jean-Claude Ogier                    | CD SP66                       | Peugeot 1130cc S4         | 54   | Incidente (6hr)             |
| Rit. | P 1.3  | 54           | North American Racing Team                    | François Pasquier Robert Mieusset                   | ASA GT RB-613                 | ASA 1290cc S4             | 50   | Incidente (6hr)             |
| Rit. | P 5.0  | 24           | Scuderia San Marco                            | Jean-Claude Sauer Jean de Mortemart                 | Serenissima 358/V Spider      | Serenissima 3.5L V8       | 40   | Cambio (5hr)                |
| Sq.  | P +5.0 | 11           | Prototipi Bizzarrini                          | Sam Posey Massimo Natili                            | Bizzarrini P538 Super America | Chevrolet 5.4L V8         | 39   | Irregolarità ai box (5hr)   |
| Rit. | P 2.0  | 43           | Matra Sport                                   | Jean-Pierre Jaussaud Henri Pescarolo                | Matra MS620                   | BRM 1915cc V8             | 38   | Pompa dell'olio (8hr)       |
| Rit. | P 5.0  | 16           | Maranello Concessionaires                     | Richard Attwood David Piper                         | Ferrari 365 P2                | Ferrari 4.4L V12          | 33   | Pompa dell'acqua (8hr)      |
| Rit. | P 1.3  | 61 (riserva) | Autocostruzioni Società per Azioni            | Ignazio Giunti Spartaco Dini                        | ASA GT RB-613                 | ASA 1290cc S4             | 31   | Trasmissione (8hr)          |
| Rit. | P +5.0 | 8            | Alan Mann Racing                              | Sir John Whitmore Frank Gardner                     | Ford GT40 Mk.II               | Ford 7.0L V8              | 31   | Frizione (6hr)              |
| Rit. | P 1.15 | 52           | Automobiles CD                                | Pierre Lelong Alain Bertaut                         | CD SP66                       | Peugeot 1130cc S4         | 19   | Frizione (6hr)              |
| Rit. | P 2.0  | 36           | Maranello Concessionaires                     | Mike Salmon David Hobbs                             | Dino 206 S                    | Ferrari 1986cc V6         | 14   | Asse posteriore (3hr)       |
| Rit. | P +5.0 | 4            | Holman & Moody                                | Mark Donohue Paul Hawkins                           | Ford GT40 Mk.II               | Ford 7.0L V8              | 12   | Differenziale (5hr)         |
| Rit. | P 2.0  | 38           | North American Racing Team                    | Charlie Kolb George Follmer                         | Dino 206 S                    | Ferrari 1986cc V6         | 9    | Motore (3hr)                |
| Rit. | P +5.0 | 10           | Prototipi Bizzarrini                          | Edgar Berney André Wicky                            | Bizzarrini P538 Sport         | Chevrolet 5.4L V8         | 8    | Braccio di sterzo (3hr)     |
| Rit. | S 5.0  | 12           | Comstock Racing F.R. English Ltd              | Jochen Rindt Innes Ireland                          | Ford GT40                     | Ford 4.7L V8              | 8    | Motore (3hr)                |
| Rit. | P 2.0  | 25           | Scuderia San Marco North American Racing Team | Nino Vaccarella Mario Casoni                        | Dino 206 S                    | Ferrari 1986cc V6         | 7    | Perdita d'acqua (3hr)       |

### Non partiti
| Classe | Nº           | Squadra                    | Piloti                                    | Vettura               | Motore                    | Motivo             |
| ------ | ------------ | -------------------------- | ----------------------------------------- | --------------------- | ------------------------- | ------------------ |
| P 1.15 | 56           | Société Automobiles Alpine | Henri Grandsire André de Cortanze         | Alpine A110 M64       | Renault-Gordini 1005cc S4 |                    |
| S 5.0  | 63 (riserva) | Scuderia Bear              | Dick Holqvist M.R. Wylie                  | Ford GT40             | Ford 4.7L V8              | Incidente in prova |
| P 5.0  | 22           | SpA Ferrari SEFAC          | Giancarlo Baghetti Umberto Maglioli       | Ferrari 330 P3        | Ferrari 4.0L V12          |                    |
| P 5.0  | 23           | Scuderia San Marco         | Louis Corbero                             | Serenissima Spyder    | Serenissima 3.5L V8       |                    |
| P 2.0  | 37           | SpA Ferrari SEFAC          | Giampiero Biscaldi Mario Casoni           | Dino 206 S            | Ferrari 1986cc V6         |                    |
| P 2.0  | 39           | P. Dumay (privato)         | Pierre Dumay Gustave ‘Taf’ Gosselin       | Dino 206 S            | Ferrari 1986cc V6         |                    |
| GT 1.6 | 44           | Équipe Nationale Belge     | Georges Harris Gerhard Langlois van Ophem | Alfa Romeo Giulia TZ2 | Alfa Romeo 1570cc S4      |                    |

### Statistiche
- Giro più veloce in prova – Dan Gurney, Ford GT40 Mk II nº3 – 3:30.6; 230,10 km/h (142,98 mph)
- Giro più veloce – Dan Gurney, Ford GT40 Mk II nº3 – 3:30.6; 230,10 km/h (142,98 mph)
- Distanza – 4 843,09 km (3 009,36 mi)
- Velocità media del vincitore – 201,80 km/h (125,39 mph)
- Spettatori – 350 000[4]

## Nella cultura di massa
Nel 2019 è stata realizzata la pellicola intitolata Le Mans '66 - La grande sfida con la regia di James Mangold che racconta le fasi concitate a livello ingegneristico e automobilistico per raggiungere la vittoria poi riportata dalla Ford ai danni della Ferrari.